# Global Greens
Global Greens/Verzii Globali (GG) este o rețea internațională de partide politice și mișcări care lucrează pentru implementarea Cartei Global Greens. Este formată din diverse partide politice naționale verzi, rețele partenere și alte organizații asociate cu politica verde.
Formată în 2001 la Primul Congres Global al Verzilor, rețeaua a crescut pentru a include 76 de partide membre cu drepturi depline și 11 observatori și partide asociate în mai 2022, deci un total de 87 de membri. Este guvernată de un comitet de conducere format din 12 membri, numit Coordonarea Verzilor Globali, iar fiecare partid membru se încadrează sub umbrela uneia dintre cele patru federații regionale ecologice afiliate. Operațiunile de zi cu zi ale Global Greens sunt gestionate de Secretariat, condus de organizatorii Global Greens Bob Hale și Gloria Polanco din 2020.